# Bihari-legelő
Bihari-legelő este o arie protejată (arie specială de conservare — SAC, sit de importanță comunitară — SCI) din Ungaria întinsă pe o suprafață de 2.644,04 ha, integral pe uscat.

## Localizare
Centrul sitului Bihari-legelő este situat la coordonatele 47°10′51″N 21°35′40″E / 47.180833°N 21.594444°E.

## Înființare
Situl Bihari-legelő a fost declarat sit de importanță comunitară în mai 2004 pentru a proteja 1 specie de plante și 4 specii de animale. Situl a fost protejat și ca arie specială de conservare în februarie 2010.

## Biodiversitate
Situată în ecoregiunea panonică, aria protejată conține 2 habitate naturale: Pajiști stepice panonice pe loess, Stepe și mlaștini sărate panonice.
La baza desemnării sitului se află mai multe specii protejate:
- plante (1): Cirsium brachycephalum
- amfibieni (1): buhai de baltă cu burta roșie (Bombina bombina)
- mamifere (1): popândău (Spermophilus citellus)
- nevertebrate (2): Gortyna borelii lunata, fluturele purpuriu (Lycaena dispar)

Pe lângă speciile protejate, pe teritoriul sitului au mai fost identificate 1 specie de plante, 2 specii de nevertebrate.